# ジャン＝フランソワ・クレルモン
ジャン＝フランソワ・クレルモン（Jean-François Clermont、1717年 - 1807年4月9日）は、フランスの画家である。

## 略歴
パリで生まれた。画家ジャン・クレマン（Jean Clermont: 1630-?）の息子か孫であったと考えられている。ジャン・クレマンは有名な画家、ウスタシュ・ル・シュウール（1617-1655）の弟子で、1660年に王立絵画彫刻アカデミーの会員になった人物である。ランスの美術学校の教授を務めた。
ジャン＝フランソワ・クレルモンは1753年にパリの画家組合の美術学校（l'académie de Saint-Luc）の展覧会に作品を出展した。1754年までの数年間をイギリスで働いたとされ、貴族の依頼で教会などの装飾画を描いた。
フランスに戻ると1760年にランスの美術学校の教授に選ばれた。クレルモンが教えた学生にはリエ・ルイ・ペラン（Lié Louis Périn: 1753-1817）やニコラ・ペルセヴァル（Nicolas Perseval: 1745-1837）、ジャン＝バティスト・ジェルマン（Jean-Baptiste Germain: 1782-1842）らの18人の学生を学費なしで教えた。1768年に画商と不正を疑わせる取引のために、生徒らから辞職を求められたが1790年代はじめにフランス革命で美術学校が廃止されるまで教授の仕事を続けた 。
1795年にシャロン＝アン＝シャンパーニュに国立学校（École centrale）が創立された時に教授になることを打診されたが実現しなかった。フランス革命中は画家に経済的な打撃を与え、1803年に所有する美術品を売却し、1807年にランスで貧困のうちに亡くなった。

## 作品

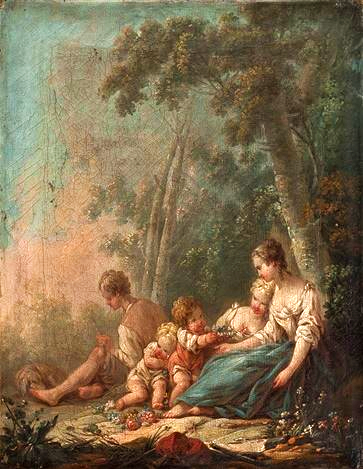
恋愛の寓意
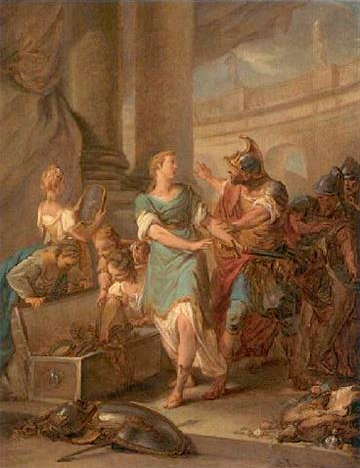
リュコメーデスの娘たちの中にアキレウスを発見するオデュッセウス
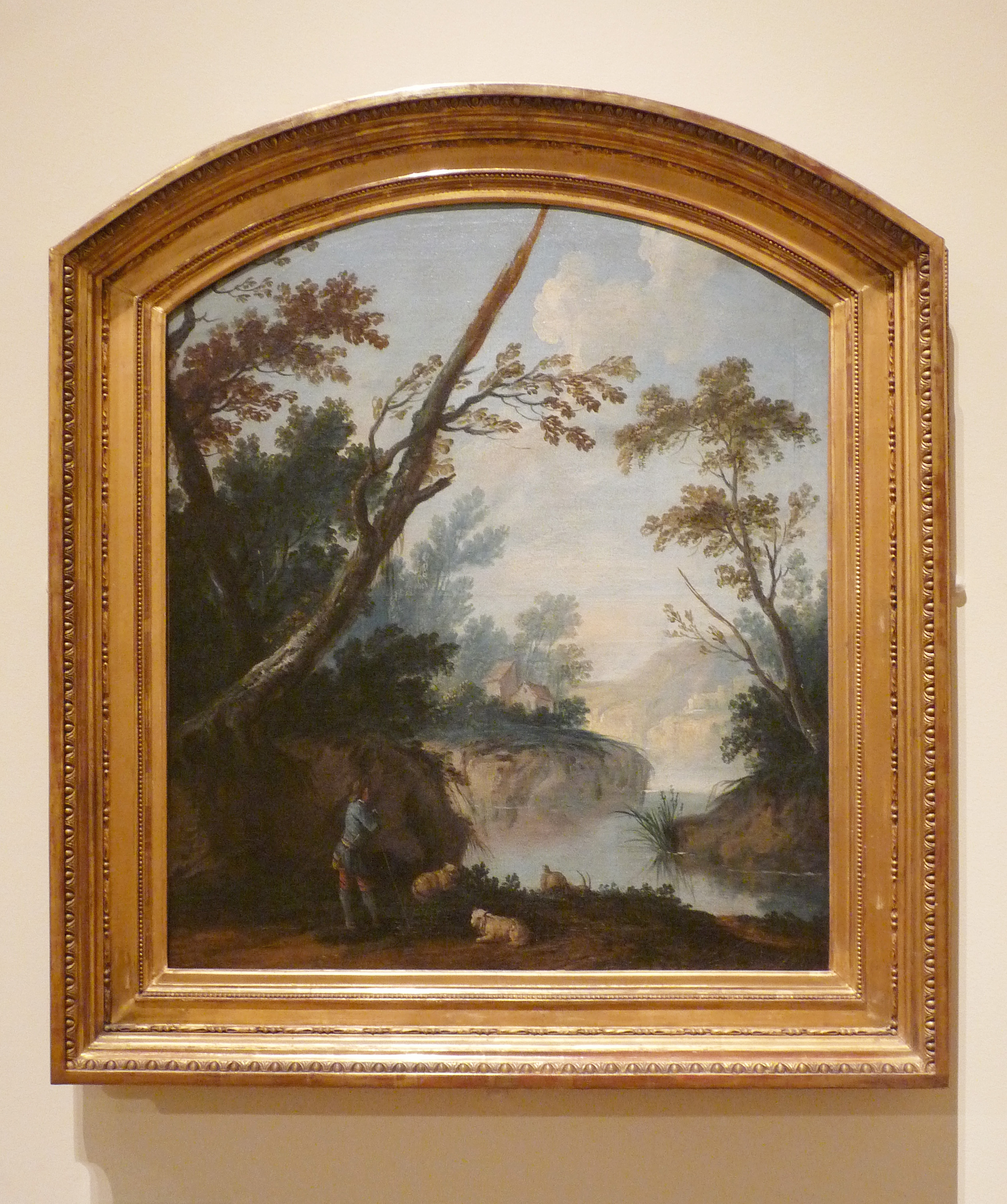
風景画